# Calle del Carmen (Barcelona)
La calle del Carmen (en catalán: carrer del Carme) se encuentra en el barrio de El Raval, en el distrito de Ciutat Vella de Barcelona. Su nombre proviene del antiguo convento del Carmen —hoy desaparecido—, de los carmelitas calzados, documentado ya antes del año 1294.

## Historia

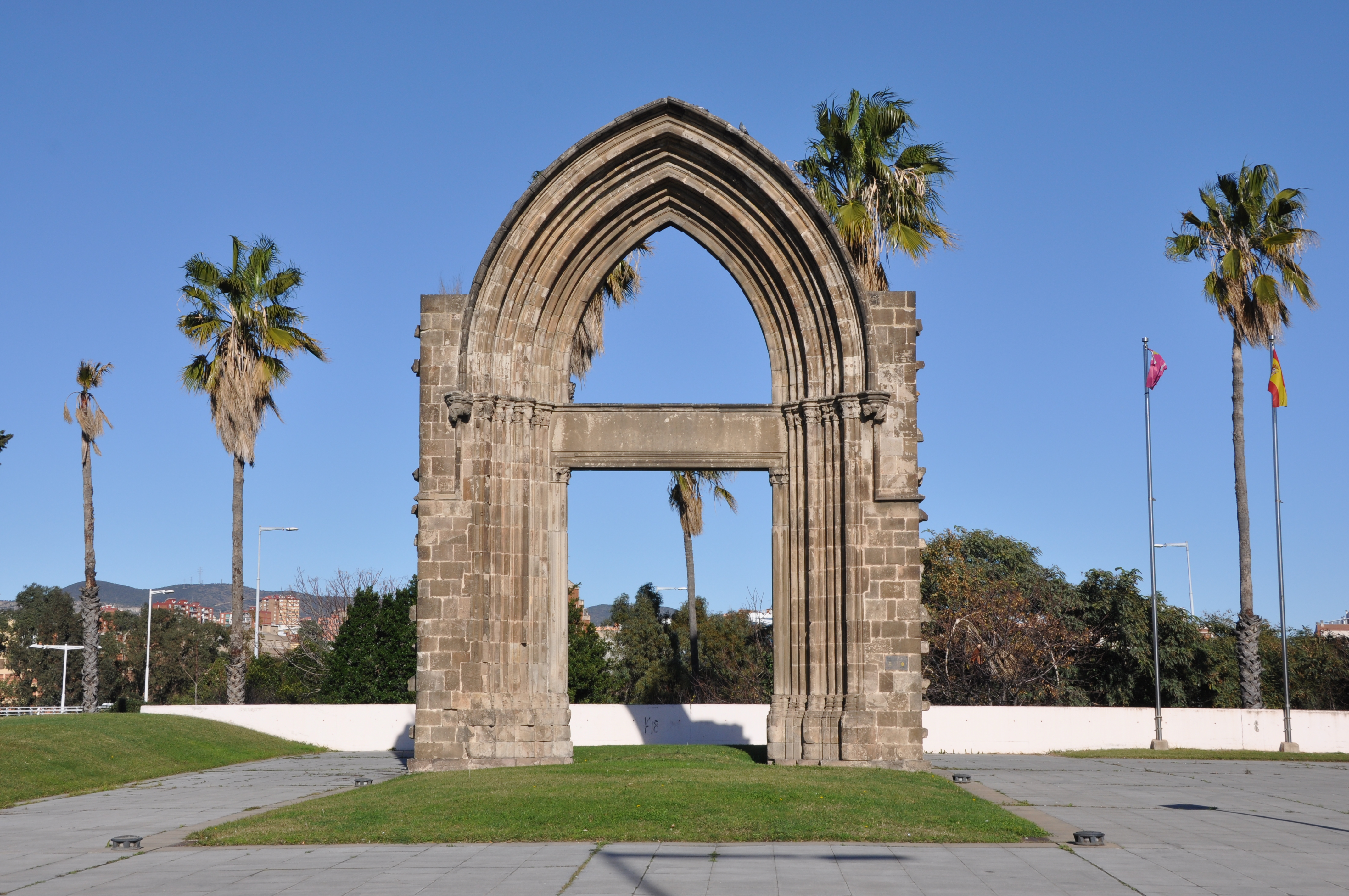
Portal del antiguo convento del Carmen, Ctra. N-II, San Adrián de Besós

Se encuentra en El Raval, uno de los barrios medievales de la ciudad, inicialmente un suburbio poblado de huertos y algunos edificios religiosos, como el monasterio de San Pablo del Campo (914), la iglesia de San Antonio Abad (1157), el convento del Carmen (1292), el priorato de Nazaret (1342) o el monasterio de Montealegre (1362). Antiguamente el trazado de la calle era un camino que conducía desde la Puerta Ferrisa, uno de los portales de la muralla medieval situado en la Rambla, hasta la Creu Coberta, una cruz de término situada donde la actual plaza de España, de donde partía la carretera de Barcelona a Madrid. Tras la construcción de la segunda muralla, que circundaba el Raval, el camino salía por la nueva puerta de San Antonio.
El nombre de la calle proviene del convento carmelita situado en este emplazamiento a finales del siglo XIII. El edificio fue quemado en 1835 en el transcurso de unos motines anticlericales y posteriormente reconstruido como sede de la Universidad de Barcelona, hasta que esta fue trasladada al nuevo edificio de la plaza de la Universidad. El edificio fue derribado en 1876 y el solar fue reurbanizado. Solo se conservó un portal, que fue colocado como monumento en una plaza de San Adrián de Besós, junto a la carretera Nacional II.
El antiguo convento estaba situado entre las calles del Carmen y Elisabets, y desde la calle dels Àngels hasta la d'en Xuclà. Tras su derribo en 1876 se reurbanizó la zona, dando origen a dos nuevas calles, la del Pintor Fortuny y la del Doctor Dou, dispuestas ortogonalmente, así como otra entremedia, la del Notariat. Los nuevos espacios fueron ocupados por edificios de viviendas, construidos entre 1878 y 1888.
Entre 1937 y 1939 la calle recibió el nombre de Kropotkin.
La calle del Carmen se nombra en la novela Journal du voleur de Jean Genet:

En Barcelona, frecuentábamos sobre todo la calle Mediodía y la del Carmen. Nos acostábamos a veces seis en un jergón sin sábanas y, al amanecer, íbamos a pordiosear por los mercados.

## Monumentos

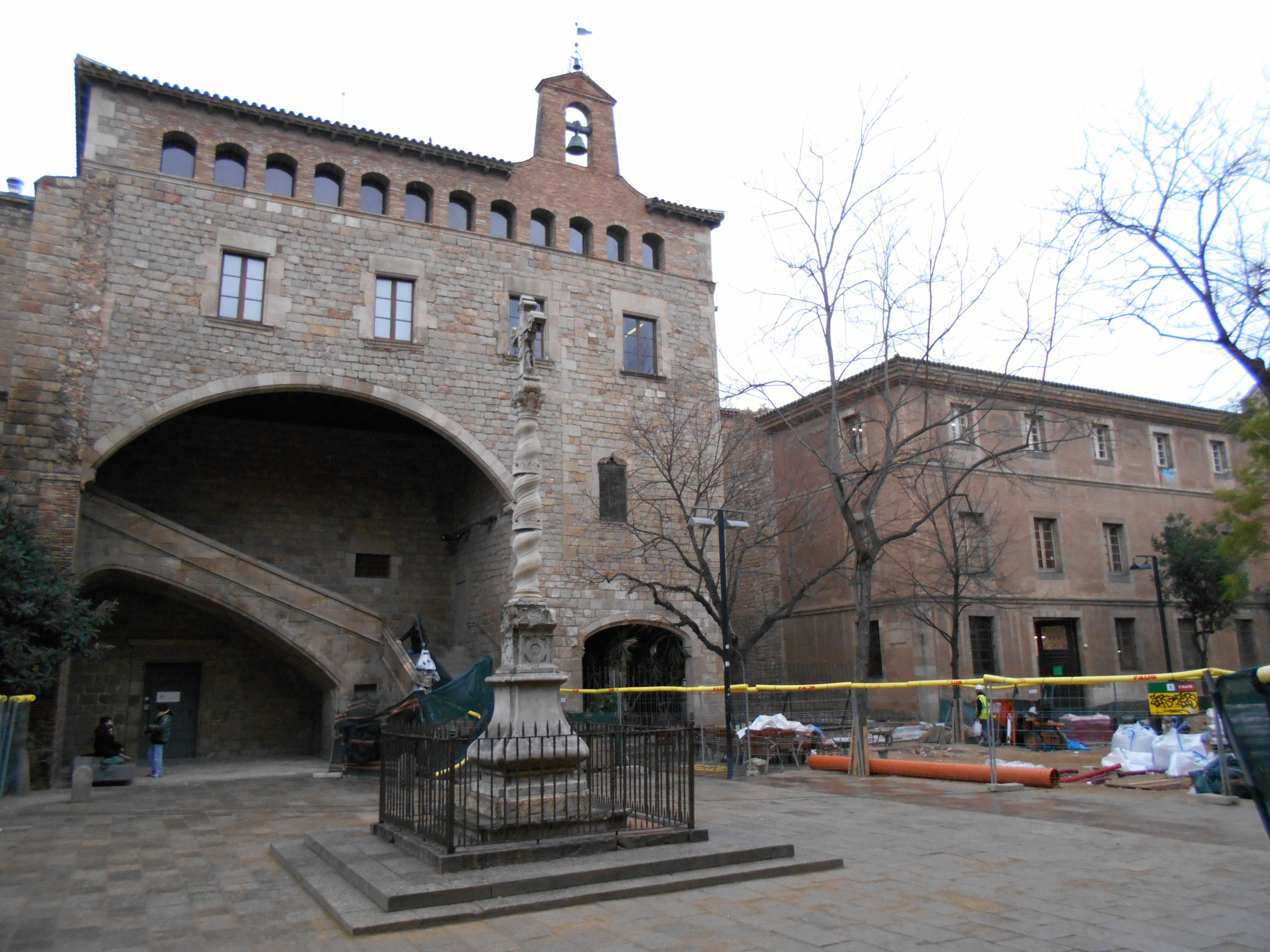
Hospital de la Santa Cruz (1401-1415)

Además del antiguo convento carmelita, el principal edificio de época medieval es el Hospital de la Santa Cruz, situado entre las calles del Carmen y del Hospital. Se construyó entre 1401 y 1415, con un proyecto inicial de Guillem Abiell, el cual planificó un edificio rectangular de cuatro cuerpos dispuestos alrededor de un patio central, con dos pisos, el inferior resuelto con bóvedas de crucería y el superior con tejado a dos aguas sobre arcos diafragma. Entre 1629 y 1680 se construyó anexo al hospital la Casa de Convalecencia, obra de Pere Pau Ferrer, de esquema claustral, con dos niveles, arcos de medio punto, pilastras dórico-toscanas, bóvedas de arista y balaustrada en el segundo nivel. Un último edificio dentro del recinto hospitalario fue el Colegio de Cirugía (1762-1764), obra de Ventura Rodríguez de estilo neoclásico, con planta rectangular dividida en dos áreas claramente diferenciadas: un anfiteatro circular que servía como aula de anatomía y una zona de dependencias administrativas y de servicios. El hospital fue trasladado en 1911 al nuevo Hospital de la Santa Cruz y San Pablo, obra de Lluís Domènech i Montaner (1902-1930). Actualmente, el antiguo conjunto hospitalario acoge la Biblioteca de Cataluña y la Escuela Massana, mientras que la antigua Casa de Convalecencia acoge el Institut d'Estudis Catalans.
Al inicio de la calle del Carmen, esquina con la Rambla, se encuentra la iglesia de Belén (1681-1732), perteneciente a la orden jesuita. De estilo barroco, fue obra de Josep Juli. Tiene planta congregacional —al estilo de la iglesia romana del Gesù, la decana de las iglesias jesuitas—, nave longitudinal con bóveda de cañón, nártex de entrada bajo el coro y capillas intercomunicadas, cada una con una cúpula elíptica con linterna. La fachada tiene un paramento de almohadillado romboidal, puerta cuadrada, rosetón y portada-retablo con columnas salomónicas y entablamento clásico pero tratado barrocamente, con entrantes y salientes, flanqueado por dos estatuas de san Ignacio de Loyola y san Francisco de Borja, obra de Andreu Sala. En la esquina con la calle d'en Xuclà hay otra estatua, en este caso de san Francisco Javier, obra de Francesc Santacruz.

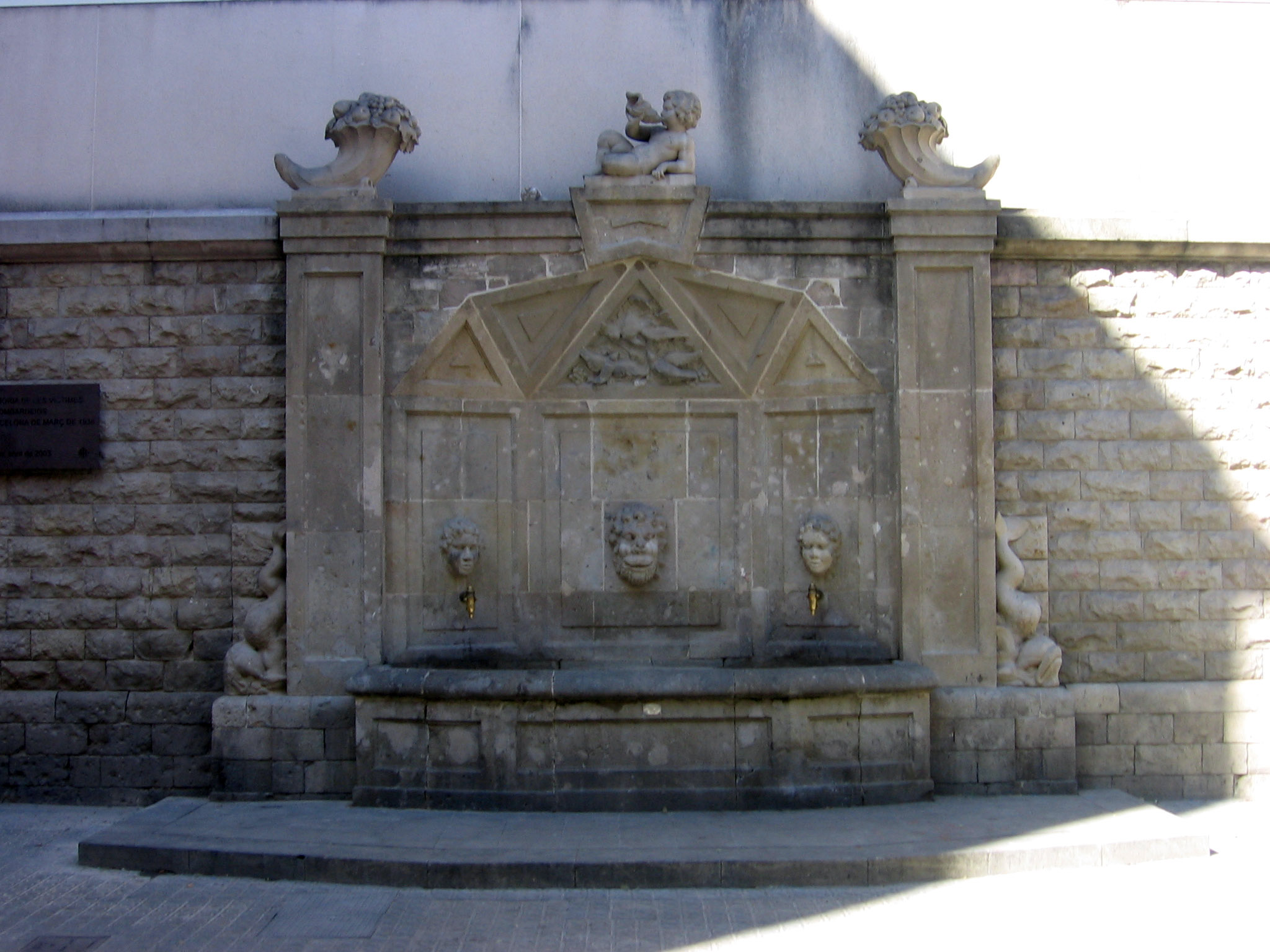
Fuente del Carmen (1931), de Josep Goday

Otro edificio remarcable es el Grupo Escolar Milà i Fontanals, sito en el n.º 46-48 de la calle, obra de Josep Goday de 1921-1931. Pertenece a un grupo de colegios patrocinados por la Mancomunidad de Cataluña y construidos por Goday entre 1919 y 1932: Ramon Llull (1919-1923), Lluís Vives (1919), Baixeras (1917-1920), Pere Vila (1921-1930), Milà i Fontanals (1930) y Collaso i Gil (1932). De estilo novecentista, este colegio combina un trazado racional con una exuberante decoración de frontones, molduras, esculturas, apliques cerámicos y esgrafiados, en un estilo que imita la arquitectura tradicional catalana de los siglos xviii y xix.

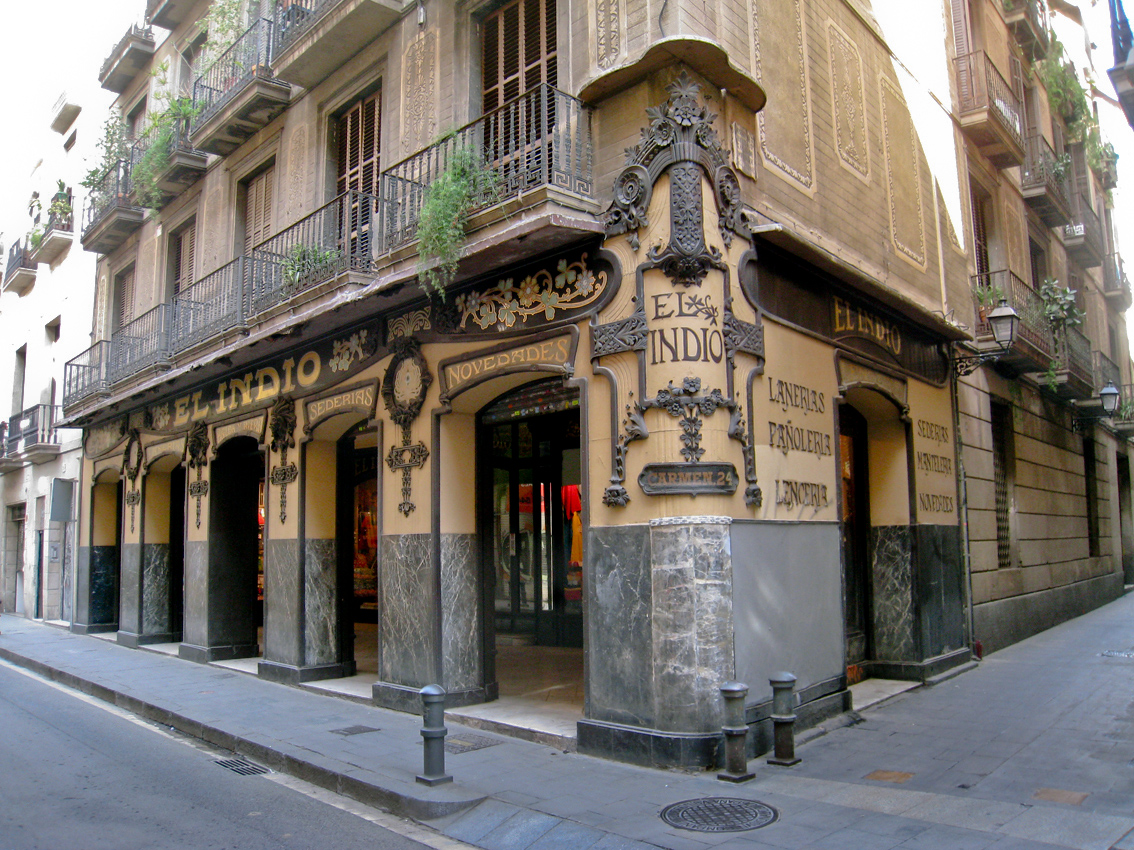
Lencería El Indio

El mismo Goday proyectó en 1931 en una de las paredes del colegio la fuente del Carmen, situada en una intersección de la calle del Carmen con la plaza de Joan Amades. Realizada en piedra, presenta un estilo novecentista que sin embargo recuerda las fuentes góticas. Presenta un cuerpo central con una pila inferior sobre la que se sitúan tres mascarones, el central en forma de cabeza de león y los laterales de jóvenes muchachos; sobre estos mascarones se sitúa un relieve con pájaros, y el cuerpo central está coronado con un angelote tocando un cuerno; en los laterales se encuentran unas pilastras rematadas por cornucopias y con unas figuras de peces en los laterales inferiores.
Otros edificios de interés son: la casa Epifani de Fortuny (Carmen n.º 23), obra de Francisco Daniel Molina de 1851, que destaca por su fachada de pilastras corintias y barandillas de hierro de forma asaeteada; la casa Jacint Compte (n.º 25), construida por Josep Casademunt entre 1846 y 1851, distinguible por sus apliques cerámicos con forma de cenefa trenzada; la casa Pau Vilaregut (n.º 30-32), proyectada por Antoni Valls en 1853; la casa del n.º 31, de estilo barroco, construida en 1800, donde destacan los esgrafiados de la fachada, de temas mitológicos; la casa Antoni de Monasterio (n.º 59), edificada por Oleguer Vilageriu en 1850, remarcable por sus plafones de terracota; y Ca l'Erasme (n.º 106), una antigua fábrica de indianas del empresario Erasme de Gònima, obra de finales del siglo XVIII de estilo barroco, que conserva en el salón de la planta noble unas pinturas murales de Joseph Flaugier catalogadas como bien cultural de interés nacional. Cabe señalar también en el n.º 24 el establecimiento Lencería El Indio, con un diseño modernista elaborado por los decoradores Vilaró y Valls en 1922.